# Autobahnkapelle Roxel

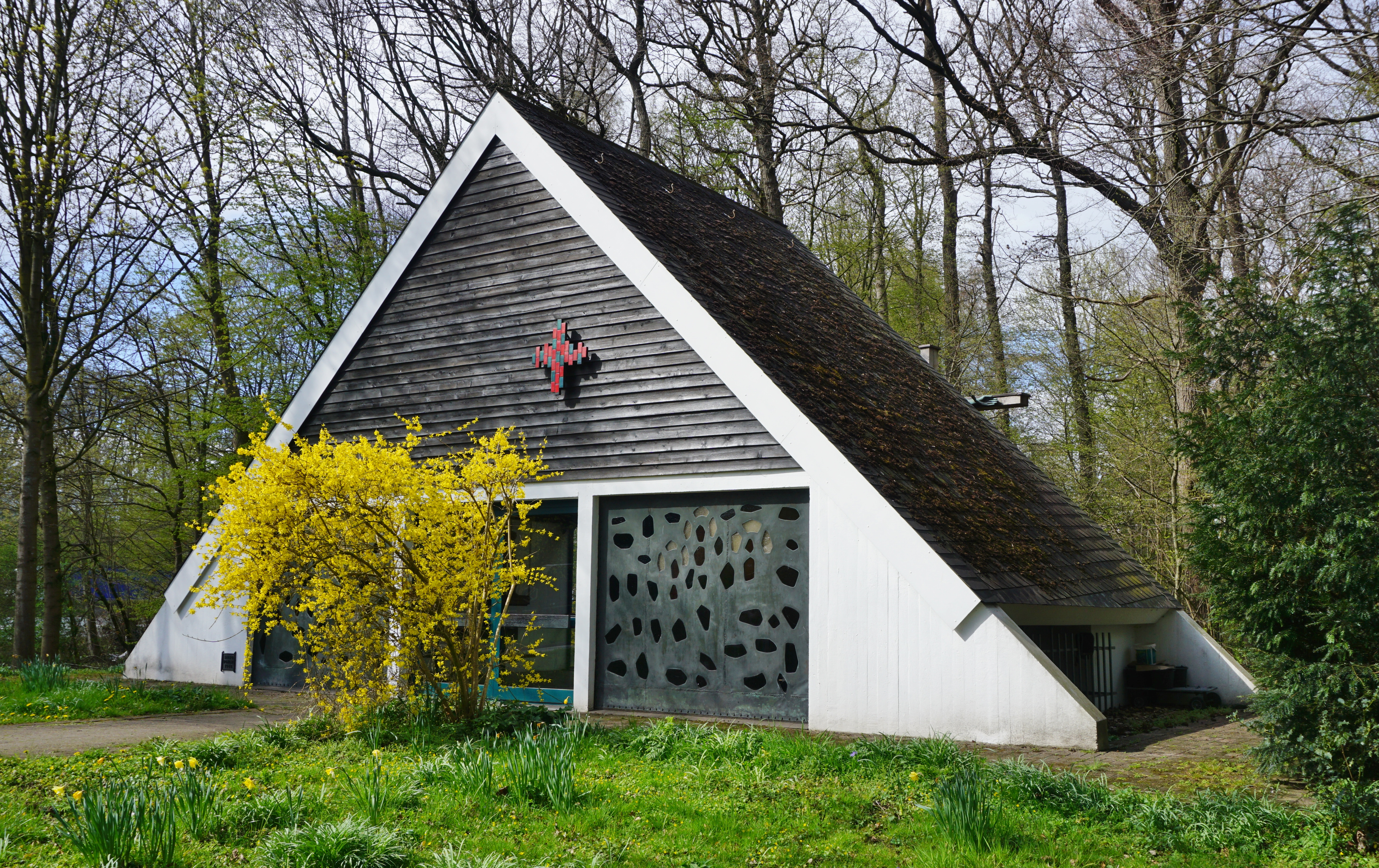
Autobahnkapelle Roxel

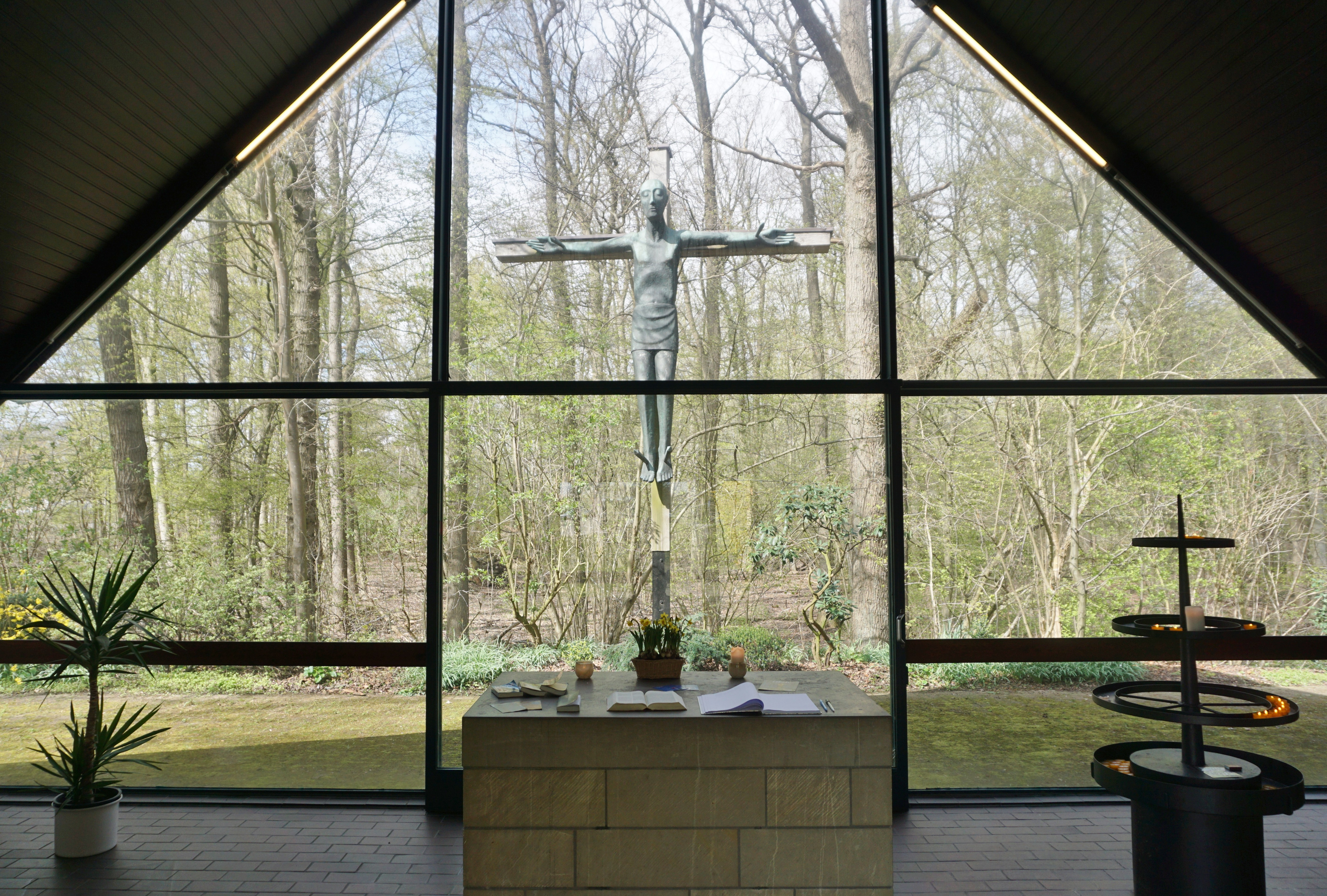
Altar mit Fensterfront und dahinterliegendem Kruzifix

Die Autobahnkapelle Roxel ist ein christlich-ökumenischer Sakralbau südöstlich des Stadtteils Roxel der nordrhein-westfälischen Großstadt Münster an der Raststätte Münsterland Ost der Bundesautobahn 1.

## Geschichte
Die Idee für eine neue Autobahnkapelle kam Mitte der 1960er-Jahre in der Gemeinde St. Pantaleon aus Roxel auf. In Tradition der vielen Hofkapellen, Wegekreuze und Stationsbilder im Münsterland sollte auch die hier 1968 entstandene Autobahn eine Wegekapelle erhalten. Die Baufläche wurde vom Eigentümer schließlich kostenfrei zur Verfügung gestellt, während die  Baukosten durch Spenden gedeckt wurden. Die Bauarbeiten wurden im Sommer 1968 nach einem Entwurf des Architekten Hubert Teschlade begonnen und im Juni 1969 konnte die Kapelle eingeweiht werden.
Die Kapelle wird von der St-Pantaleon-Gemeinde in Münster-Roxel, die das Gebäude auch für Maiandachten und als Station für Prozessionen nutzt, betreut.

## Architektur & Ausstattung
Die Kapelle liegt am nördlichen Ende der Raststätte direkt vor einem Waldstück und ist über einen Fußweg erreichbar. Die Form der Kapelle ähnelt einem Zelt (siehe Zeltkirche) und soll damit symbolisch an die Reise der Autofahrenden erinnern. Den Eingang in der Südwand bildet eine große Glas-Doppeltür, die rechts und links von zwei Metallwänden mit bunten Glaseinsätzen flankiert wird. Über dem Eingang ist ein rot-grünes Kreuz angebracht.
Die Seitenwände des schlichten Innenraums bestehen aus Beton, während die Rückseite komplett durch eine Glasfassade eingenommen wird, die den Blick auf ein großes Kruzifix, das vom Architekten des Gebäudes entworfen wurde, und den dahinterliegenden Wald freigibt. Der Innenraum enthält einen Altar, Knie- und Sitzbänke sowie in einer Vitrine eine Figur von Christophorus mit dem Jesus-Kind. Das Dach des Innenraums ist mit Holz verkleidet.

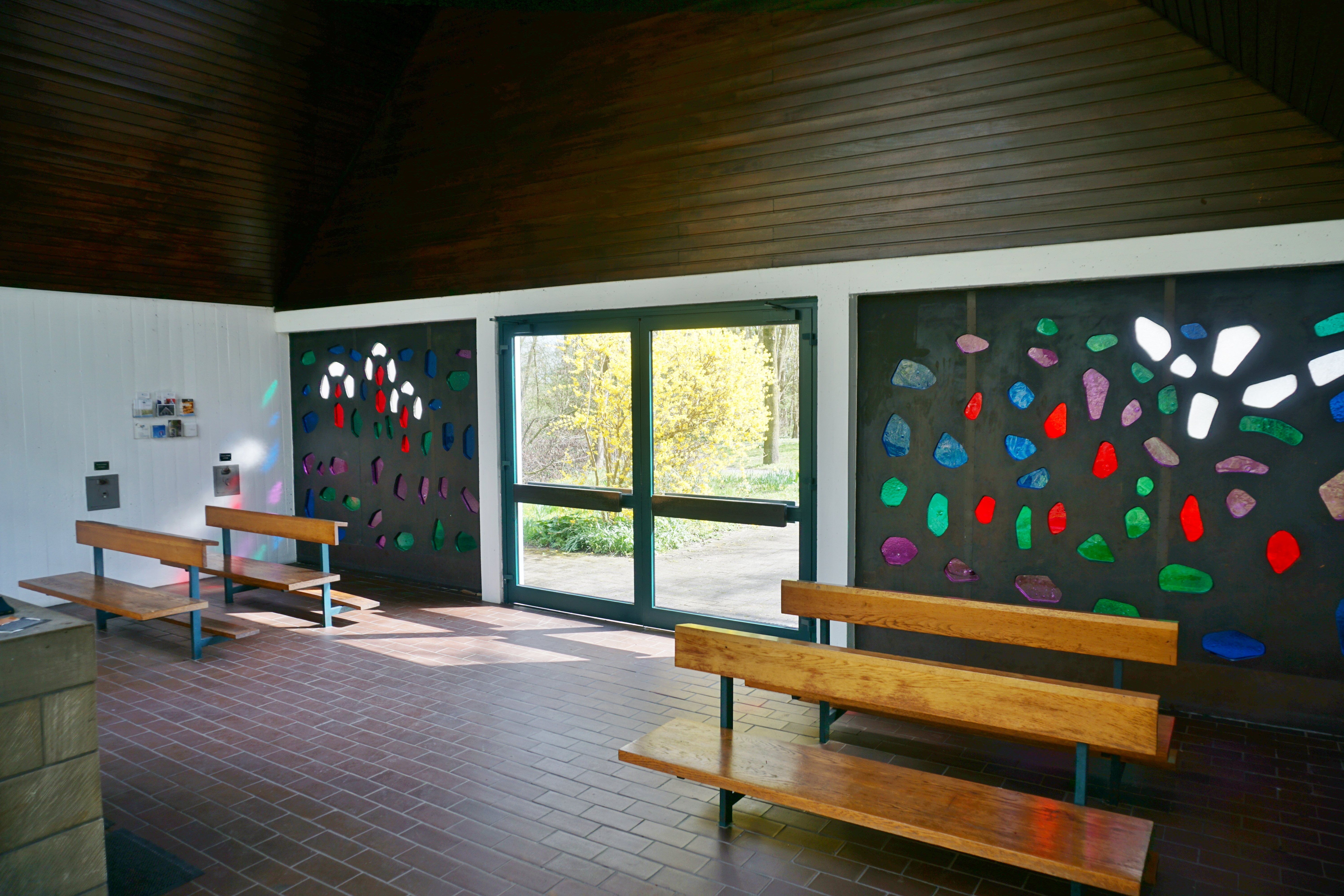
Blick zum Ausgang
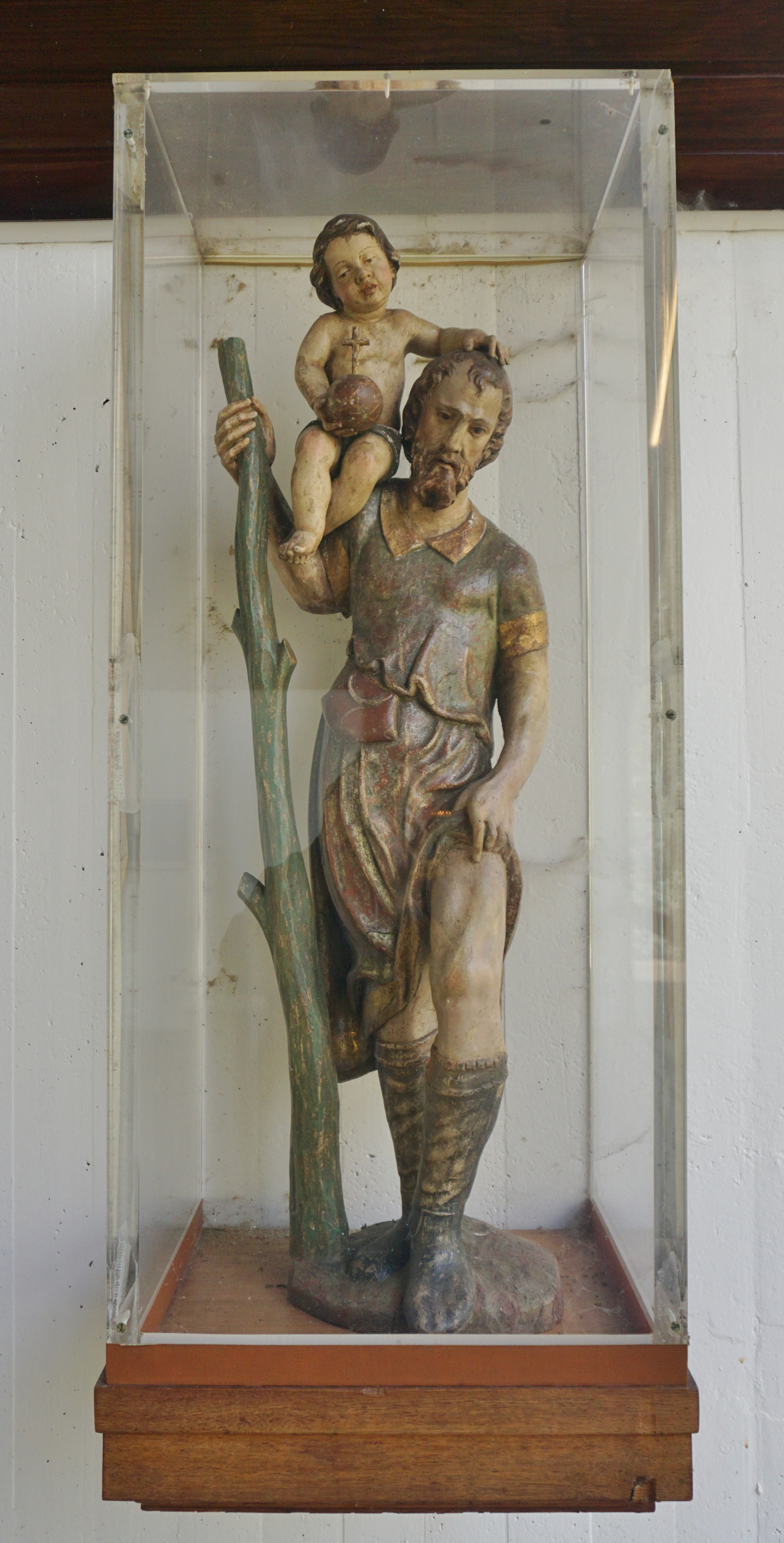
Christophorusfigur
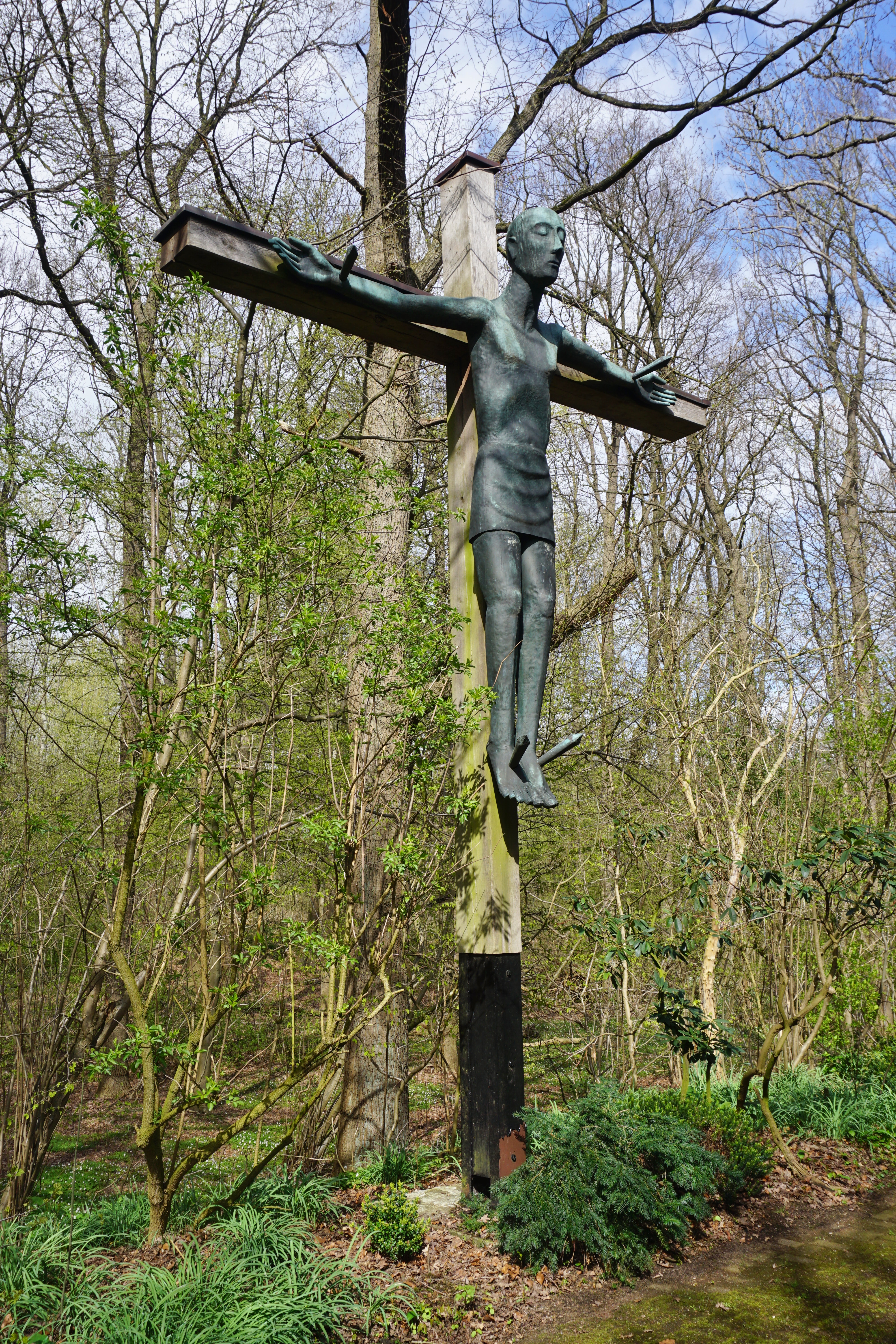
Kruzifix